# Fondo Nacional de Desarrollo Regional
El Fondo Nacional de Desarrollo Regional (FNDR) es un instrumento financiero, creado en 1974, a través del cual el Gobierno de Chile canaliza recursos presupuestarios a cada una de las regiones del país para la materialización de programas y proyectos de desarrollo regional. Su administración corresponde a los Gobiernos Regionales y a la Subsecretaría de Desarrollo Regional y Administrativo, del Ministerio del Interior. 

## Estructura
De acuerdo a la Ley 19.175, Orgánica constitucional sobre gobierno y administración regional, el FNDR es un programa de inversiones públicas, con finalidades de compensación territorial, destinado al financiamiento de acciones en los distintos ámbitos de infraestructura social y económica de la región, con el objeto de obtener un desarrollo territorial armónico y equitativo. Con estos recursos, las regiones financian proyectos de inversión en servicios públicos básicos (agua potable, alcantarillado, electrificación, vialidad, etc.), inversión social en infraestructura en los sectores de salud y educación, y actividades de fomento productivo. El Fondo se constituye por una proporción del total de gastos de inversión pública que establezca anualmente la Ley de Presupuestos, vía aporte fiscal, y por créditos externos con distintos organismos internacionales, entre ellos el Banco Interamericano de Desarrollo y el Banco Mundial.

## Distribución
La distribución del mismo se efectua entre las regiones, asignándoles cuotas regionales. La distribución del 90% del FNDR entre regiones se expresa anualmente en la Ley de Presupuestos y se efectua teniendo en cuenta, con idéntica ponderación, las siguientes variables:
- Nivel socioeconómico de la región, medido en términos de indicadores que consideran factores tales como la tasa de mortalidad infantil, el porcentaje de población en condiciones de pobreza, la tasa de desempleo, el producto per cápita regional y otros relativos a la calidad de vida en salud, educación y saneamiento ambiental, y
- La condición territorial particular de cada región, medida a través de indicadores como la dispersión poblacional, la ruralidad de los centros de población, el deterioro ecológico, los diferenciales en el costo de obras de pavimentación y construcción, y su distancia respecto a la Región Metropolitana de Santiago, tomando además en cuenta la no renovabilidad de los recursos naturales que constituyan la base económica de la región.

El restante 10% del FNDR es incluido por la Ley de Presupuestos, el que se distribuye en las regiones de acuerdo a:
- 5% como estímulo a la eficiencia, considerando, al menos, el porcentaje de desembolsos efectivos en relación con el marco presupuestario del año anterior y con el monto de la cartera de proyectos de inversión elegibles para ser financiados mediante el Fondo.
- 5% para gastos de emergencia.

La aprobación y priorización final de la inversión de los recursos en la respectiva región le corresponde al Consejo Regional, sobre la base de la propuesta que formule el intendente regional (a partir de 2021 el Gobernador regional), previa consideración favorable de los proyectos presentados por municipalidades y servicios públicos al Banco Integrado de Proyectos del Ministerio de Desarrollo Social.